# 庫內奧省
庫內奧省（義大利語：Provincia di Cuneo）是意大利皮埃蒙特大区的一個省。面積6,902平方公里，2016年时人口590,309人。首府庫內奧。
下分250个市鎮。